# 北艾爾郡和阿倫 (英國國會選區)
北艾爾郡和阿倫（英語：North Ayrshire and Arran），英國國會一郡選區，位於蘇格蘭。選區範圍包括北艾爾郡的大部。選區創設於2005年。
本選創設以來當區議員為工黨黨的凱蒂·克拉克。2010年大選中他以47.4%選票當選連任。